# Museo Naval de Acapulco

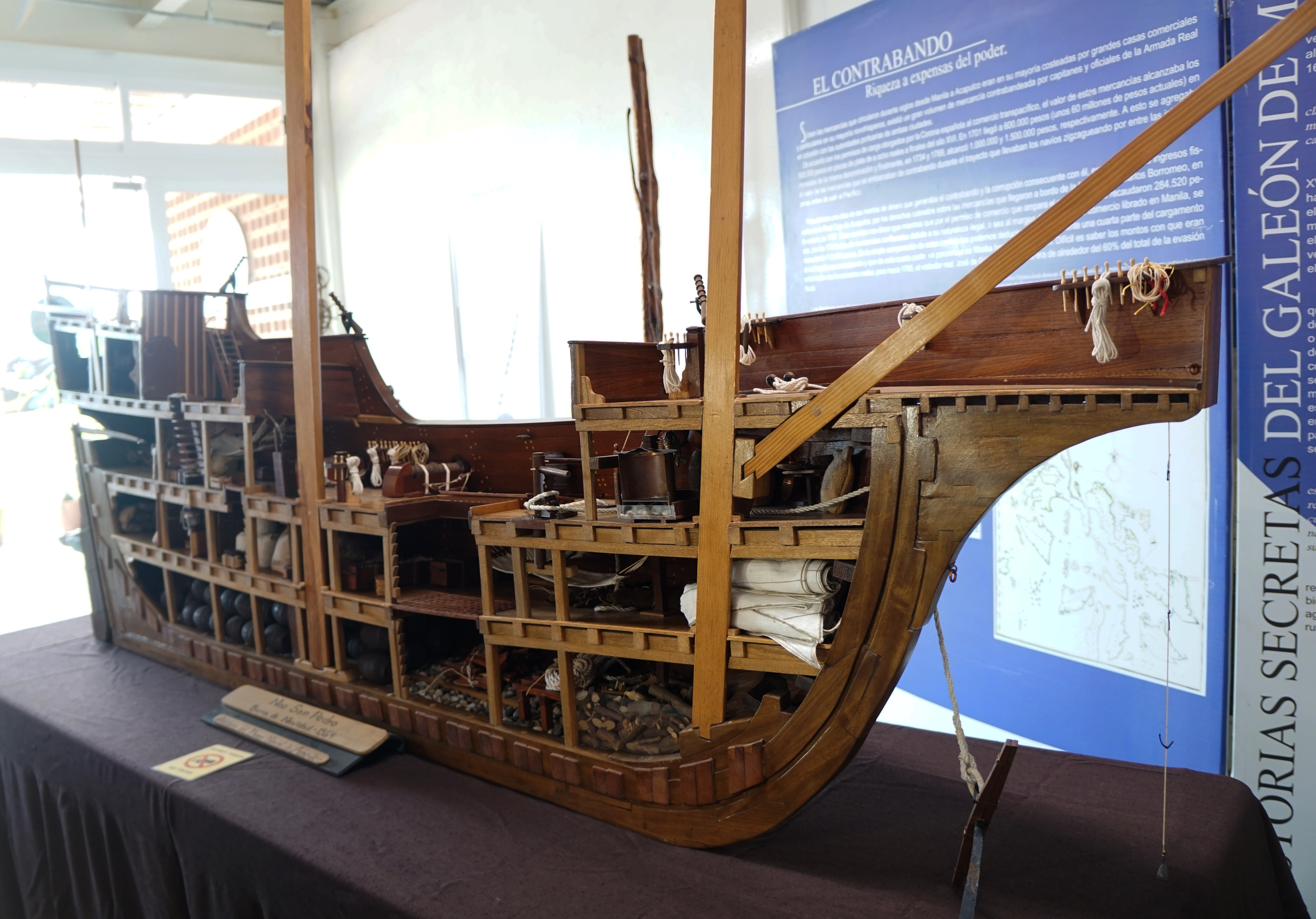
La nao San Pedro expuesta en las instalaciones del Museo Naval de Acapulco.

Creado en agosto del año 2000 en la ciudad y puerto de Acapulco de Juárez en México. Localizado en el centro histórico, alberga en su salas una colección de réplicas a escala de navíos de vela utilizados para el comercio con el Extremo Oriente, a través de un puerto en Manila, la ahora capital del archipiélago de Filipinas.
Las réplicas son construidas en su propio taller y para su elaboración se utilizan las maderas que se usaron entonces, mediante un largo proceso de investigación que desembocó en la creación de las réplicas de la goleta "Iguala", primer barco de la Armada de México y que se expone en el Museo de la Bandera y Monumento a la Patria en la ciudad de Iguala de la Independencia; de la nao San Pedro cuya versión completa se exhibe en el Fuerte de San Diego. También está el barco que fue el principal transporte de la exploración científica propia del siglo XVIII que la Nueva España borbónica emprendió en el último cuarto del citado siglo: la fragata "Nuestra Señora de los Remedios", alias "La Favorita". 
Además de réplicas a escala, el museo también alberga maquetas de otros barcos, pecios y un archivo bibliográfico para su consulta. 
También organiza exposiciones itinerantes fuera de sus muros, en colaboración con autoridades e instituciones del estado de Guerrero y de México.
A nivel internacional, el Museo histórico Naval de Acapulco A.C. tiene relaciones con museos hermanos: Museo Naval (Madrid) y Museo Naval del Perú con los que intercambia valiosa información sobre la historia naval de la costa americana del océano Pacífico.
Horario de atención: martes a domingo de 10:00 a 17:00 hrs.
Dirección: Calle Morelos S/N, corredor cultural "Hornitos", centro, Acapulco de Juárez, México. Teléfono: 744 484 0356.
- Datos: Q65160028